# 홍감펭
홍감펭(紅－, Helicolenus hilgendorfi)은 양볼락과에 속하는 물고기이다. 몸길이 30cm 가량으로 빗비늘로 덮이고 부레가 없다. 아가미에 여러 개의 가시가 있으며, 옆구리에 흑갈색 가로무늬가 있다. 수심 200-400m의 깊은 곳에 사는 심해성 물고기로 모래 바닥에 산다. 한국 남부와 동중국해, 일본에 분포한다. 태생 어류이다.